# ジャイケルマクソン
『ジャイケルマクソン』は、2005年4月13日から2010年12月22日まで、毎週水曜日の深夜に毎日放送（MBSテレビ）で放送されたバラエティ番組。MCは陣内智則、中川家（剛・礼二）、フットボールアワー（後藤輝基・岩尾望）。番組内では、5人を「マクソン5」と総称していた。
MBSでの放送枠は、終了時点で毎週水曜日の23:55 - 翌0:55。当初は関西ローカル放送だった。MBSでの放送終了時点では、JNN系列局の一部（テレビユー福島、北陸放送、あいテレビ、山陰放送、山陽放送、北海道放送、RKB毎日放送、新潟放送、IBC岩手放送、宮崎放送、中国放送）と、CS放送のGAORAでも遅れ放送を実施していた。

## 番組概要
「アホなことを一生懸命やる」というコンセプトの下に、出演者と制作スタッフが一丸になってひな壇トーク、ゲストを迎えての座りトーク、VTRによるロケなどに取り組んだバラエティ番組。当初のメイン企画は、ある共通のテーマで複数のゲストを招く「ウェルカムマクソン!」（スタジオ収録のゲーム・トークコーナー）と、関西芸能界の裏側を百科辞典風にまとめた「オーサカ業界辞典」だった。しかし、2005年10月の放送から、企画を大幅に入れ替え。「SIX SENSE（シックス・センス）」、「ジャイケルカジノBlack or White」、「声優say me」などのコーナー企画を組み合わせるようになった。以降は、放送時間の大半を、1つの企画に費やす構成になった。
2009年6月24日には、MBSでの通算放送回数が200回に到達。同年9月12日には、通常は当番組のネットを受けないTBSが、当番組から派生した特別番組『ジャイケル芸人国勢調査 ぜーんぶイッキに見せますスペシャル』（MBSが同年1月3日に関西ローカルで放送した新春特別企画）を深夜3・4時台に放送した。GAORAを除けば、関東地方で当番組が放送されたのは、この特別番組が初めてである。

### 備考
- 公開録画は大阪市此花区のユニバーサル・スタジオ・ジャパン内にある「MBSスタジオ in USJ」で収録。基本として、隔週金曜日に2本程度貯め録りを実施していた。
- ハイビジョン制作として放送。ただし、スタジオ映像とビデオ映像とロケーション収録は4:3のままで、スタジオがハイビジョン対応になり映像も16:9のハイビジョンとなった。2007年5月23日以降は、ロケーション収録もハイビジョン化された（CSではレターボックス）。
- 開始当初のメインコーナーであった「ウェルカムマクソン!」では、PRIDEの選手入場コールを担当するレニー・ハートの声で、ゲストを紹介していた。
- ほしのあきは当初、「ウェルカムマクソン!」に1度だけゲストで出演したことを除けば、「オーサカ業界辞典」にだけ登場していた。しかし、パンストをかぶった顔を見せるなどの形で体を張り続けた結果、番組の全編に登場するようになった。一時は毎週出演のレギュラーとして、空中乳寄せスカイダイビングに挑戦するなど、グラビアアイドルの枠を超えた企画で積極的に活躍。“最年長グラビアアイドル”としてブレイクを果たした後も、準レギュラーとして、最終回までほぼ2週おきに出演していた。

### 『ジャイケルマクソン』の由来
当番組の初代プロデューサー・新堂裕彦の母親が、“マイケル・ジャクソン”を“ジャイケル・マクソン”と言い間違えたエピソードをきっかけに新堂が命名。フットボールアワーの岩尾はこのタイトルを聞いた際に“（番組を）続ける気ないやろう”と思ったという（2005年12月22日放送分より）。

### 番組の終了
2010年11月14日に、MBSが同年末で当番組を終了させることが一部の報道で判明。その後、レギュラー出演者総登場の「2時間スペシャル 最後の晩餐」（同年12月22日放送の総集編）を最後に、5年9ヶ月・273回にわたる放送に幕を下ろした。放送した企画の総数は、178企画にのぼる。最終回のエンディングでは、中川家の兄・中川剛を筆頭に、出演者全員が号泣。『マイケル・ジャクソン THIS IS IT』を連想させるメッセージで幕を閉じた。

## 出演

### レギュラー（マクソン5）
- 陣内智則
- 中川家（中川剛・中川礼二）
- フットボールアワー（岩尾望・後藤輝基）

### 準レギュラー

#### 放送終了時点
- ほしのあき
- 青島あきな（2008年10月15日 - ）
- 篠田麻里子（AKB48）（2008年10月22日 - ）
  - 青島は、2008年10月15日放送の「ジャイケルシンデレラオーディション」で、マクソン5と番組スタッフの投票によって準レギュラーに決定。同オーディションに合格した直後の収録（同年10月22日・29日放送の「日本一早い！ジャイケル大忘年会2008」）から、先に準レギュラーへ内定していた篠田とともに参加した。以降の放送では、ほしのが単独で出演する企画と、青島と篠田が一緒に登場する企画を交互に編成していた。

その他にも、公開収録の際に前説を担当する若手漫才コンビ（スマイル、ミサイルマン、女と男）が、番組の随所に登場した。

#### 以前
- 玲奈&白鳥百合子[7]（2006年8月23日 - 2007年9月5日）
- 福永ちな&小阪由佳（2007年10月10日 - 2008年9月24日）

以上の人物はいずれも、出演当時ほしのの事務所の後輩。当番組には、ほしのと2週交代で出演していた。
- 園田真紀（2009年6月3日 - 10月28日）
  - 同年5月27日放送の「ジャイケルステキGirl'sコレクション 関西グラビアアイドル応援スペシャル」で、グラビアアイドルの1人として初登場。その際に、子供の頃から習っていた詩吟の腕前で“エロ詩吟”を披露したため、当番組で「エロ詩吟アイドル」として育てることが決まった。その後は、当番組のエンディングで毎回エロ詩吟を披露。同年10月28日放送の「エロ詩吟頂上対決」（後述）を最後に、当番組を卒業した。
- BRIGHT（2009年11月18日 - 2010年3月10日）
  - 同日放送の「ジャイケルミニ枠オーディション」に、事務所の先輩・TRFの推薦という形で初出演。ほしの・フットボールアワー・中川家が審査した結果、全員一致で準レギュラーに決まった。

### ジャイケルファミリー
- 矢野・兵動
- たむらけんじ - ゲストとして最多出演（通算25回）
- シャンプーハット
- 月亭八光

以上の芸人は、準レギュラーではないが、他のゲストに比べて出演回数が多かった。

### ナレーション
- 田丸一男（毎日放送アナウンサー）
- 関岡香（同上）
- 河田直也（同上） - 一部の企画では進行役として出演
- レニー・ハート - 開始当初にスタジオでゲストコール役として出演
- U.K. - 「ミュージックマクソン」放送時に担当

毎日放送のアナウンサーでは、上泉雄一も2008年頃まで多数の企画に出演。架空企画の1つである「ほしのあき結婚披露宴」で司会を務めたり、ロケ企画で進行役や実況を担当したりしていた。同局のスポーツアナウンサー・仙田和吉や、MBSラジオなどの競馬中継で実況を担当する来栖正之も、一部の対決企画で実況を務めている。

## 恒例企画
ジャイケル109（トーク）祭り（2007年4月18日から放送）
- 番組で用意した109個のお題から、毎回2 - 3のテーマを陣内が選んで、テーマに沿ってトークを展開する企画。当企画を収録する際には、出演者の背後に、109のテーマを記した大型ボードを設置していた。
- 初期はレギュラー陣のみで進めていたが、第4回（2007年9月5日放送）からは毎回ゲストが登場。そのゲストを中心に、テーマトークを展開する。ただし、いったんトークで取り上げたテーマは、以降のトークで使えないようになっている。ちなみに、当企画の初回収録時に、礼二がセットのソファに座ったまま脱糞するというハプニングがあった。
- 2009年12月31日には、MBSテレビで9:55 - 11:50に『ジャイケルマクソン 大晦日スペシャル』として、宮根誠司（同年5月20日MBSテレビ放送分）と雨上がり決死隊（200回記念）が出演した際の完全版「ジャイケルトーク祭り 大晦日特選スペシャル」が関西ローカルで放送された。再放送を除けば、（特別番組を含めて）当番組が午前中に放送されるのは初めてである。[8]
- 2010年5月5日の放送で、全てのお題を一巡。以降は、新たに109個のお題を用意したうえで、当企画を続けた。

超★個人的授業ジャイケルセミナー（2009年4月22日から放送）
- 「大阪一受けたくない授業」（後述）のリニューアル企画。ゲスト講師が、レギュラー出演者を相手に、マニアックだけどためになるテーマで講義した。国家資格を有するタレント（浅越ゴエなど）や専門家（八代英輝など）が講師を務めることもあった。

ジャイケルステキGirl'sコレクション（2009年1月28日から放送）
- レギュラー出演者（篠田・青島を含む）や男性ゲストが、仕事先やプライベートで発見した“知る人ぞ知る美女”を紹介する企画。出演者が推薦する美女の中から、ルーレットで止まった女性だけを取り上げる。なお、放送で紹介した女性には、番組スタッフから記念にバラを一輪渡す趣向になっている。
- 後藤が選ぶ美女には、放送局の受付嬢が多い。岩尾は、メジャーデビュー直後の真野恵里菜をはじめ、10代のアイドルやモデルを次々と推薦する。そのため、スタジオトークの中で、礼二や後藤が巡査・刑事を真似て岩尾を“逮捕”するネタを入れることもあった。
- 2009年11月25日の放送では、当企画からの派生企画として、「ジャイケル大御所コレクション」を放送。第1回目は上島竜兵（ダチョウ倶楽部）と穂のか（石橋貴明の娘）をスタジオに招いて、大御所（明石家さんま、ビートたけし、タモリ、とんねるず）にまつわる伝説を語り合った。第2回目では、ゲストに小籔千豊、すっちー、アメリカザリガニ、団長安田（安田大サーカス）を迎え、関西の大御所（西川きよし、海原はるか・かなたなど）にまつわる伝説を語り合った。

2009年4月の放送から半年間は、以上の企画を繰り返すことが多かった。以降は、適宜新企画を織り交ぜている。

SIX SENSE（シックスセンス）
- 開始当初のメイン企画の一つ。公開収録のスタジオにゲストを招いたうえで、イラスト、仮装、ポエム、俳句、ミニフィルム制作などを通じてさまざまなセンスを競い合う。負けたメンバーは、一般客の前でセンスのない罰ゲームを受ける趣向になっていた。

ボーナス100万円ショー
- テーマごとに提示された5項目をレギュラー陣が協力して正しい順番に並べ替え、100万円獲得を目指す。順番を間違えたメンバーは、罰ゲームとして電気椅子に座らされた。

腹時計
- 「番組の名物企画を生み出そう」という趣旨の「ジャイケル企画祭り」から生まれた企画。各自選んだ料理を、くじで引いた制限時間に収まるよう食べ、プラスマイナスともに誤差の少なかった者が勝ち。自由に邪魔ができる。一番誤差の大きかった者が全額自腹。

ミュージックマクソン
- レギュラー陣とゲストが3チームに分かれ、既製のミュージック・ビデオのパロディ版を制作したり、逆さ歌を得意とするエレクトーン講師・中田芳子を招いて流行歌を逆再生で歌う等、音楽にまつわるお題で競う。
- 放送回によっては、マクソン5によるミュージック・ビデオやCMのパロディー映像を対決形式で紹介。新垣結衣・ベッキーに扮した中川家礼二の女装や、大ファンであるBerryz工房のメンバーになり切った岩尾の姿などが見られた。
- 礼二によるベッキーのパロディーCMについては、2人の顔付きや表情がよく似ていることもあって、当企画の終了後も折に触れて製作・放送された。その縁もあって、2009年3月11日放送の「ジャイケルバックボーン芸人バトル」には、「芸人フリーク」というベッキー本人がゲストとして登場。過去に放送された2本のパロディーCMに加えて、新作のCMを本人の前で披露した。最終回スペシャルでも、新作のパロディーCMを放送している。

期末テスト
- 全員学生服姿（MCは教員の格好）で、ひらかたパークやUSJ等の遊園地でアトラクションを体験しながら学力テストを行う。USJロケでは礼二が大遅刻をし、締めのトーク中に到着した。

ほしのあきドライブ企画
- ほしのが普通運転免許を取得した際の記念企画をレギュラー化。ほしのの運転する自動車で、マクソン5が行楽地（淡路島、伊勢、沖縄）を訪れた模様を、前・後編の2週編成で全3回放送していた。道中には、ほしのの希望で、ドライブスルーでの注文、いちご狩り、水族館でのジュゴン鑑賞などの体験企画を実施していた。
- 伊勢編では、現地の大会優勝者を招いて『はまぐり飛ばし』を行ったところ、岩尾が大会2位に相当する記録を叩き出してしまった(下記参照)。

大阪一受けたくない授業
- 『世界一受けたい授業』のパロディー。知る人ぞ知る趣味を持つ吉本興業の芸人が、レギュラー出演者を相手に、マニア色の濃い講義を展開していた。

日本一早い！ジャイケル大忘年会（2007年版＝同年9月19日・26日放送、2008年版＝同年10月22日・29日放送）
- タイトルが示すように、毎年秋に収録してから、2週にわたって放送。“ジャイケルファミリー”が（収録までの10か月間に）プライベートで遭遇した出来事から、特に重大と思われるニュースを、ベスト10形式で発表する。ちなみに、ランキングの紹介は、（収録時点で）毎日放送の新人女性アナウンサーが担当。過去には、吉竹史（2007年）や斎藤裕美（2008年）が出演した。

美女にお願い 幸せのティーリリリ
- 青島によるロケ企画。行く先々で出会った美女の願いを聞いてから、祖母から直々に教わった宮崎の伝統舞踊“ティーリリリ”（正式名称は「ひょっとこ踊り」）を一緒に踊るように懇願する。主に一般女性が青島のターゲットになったが、八木早希・松本麻衣子・斎藤裕美（いずれも毎日放送アナウンサー）や、宮崎放送アナウンサー（川島恵など3名）が青島の求めで“ティーリリリ”を踊ったこともある。
- 青島は、2009年1月21日放送の「ジャイケル109祭り」で、“ティーリリリ”を初めて実演。手ぬぐいを股の下で前後させる動きを含んでいたため、レギュラー出演者も宮崎の伝統舞踊として存在することを疑っていた。しかし、宮崎ロケを敢行した際に登場した東国原英夫同県知事が、「宮崎県民なら全員踊れる」と証言。宮崎県庁の知事室で、青島と一緒に“ティーリリリ”を踊った（後述）。
- 青島は、当コーナーの存在を知ったエイベックス関係者からのオファーを受ける形で、2009年8月15日にラヴィマーナ神戸で開催されたライブイベント「house nation Resort」に“サプライズゲスト”として登場。イベントの観客600人と一緒に“ティーリリリ”を踊った。その模様を同年9月2日に放送したのを最後に、当企画が終了した。

エロ詩吟（2009年7月15日 - 9月30日、エンディングで放送）
- 園田が“女性目線のエロ詩吟”を披露する企画。園田は毎回、レギュラー陣やゲストが集まるスタジオロビーに、ほしのがデザインした丈の短い着物姿で登場した。そして、ゲストに胸元を見せてから、「吟じるわよ」を合言葉に詩吟を披露。「あるんじゃないでしょうか」との言葉で締めくくる。木村卓寛（天津）のエロ詩吟に似ているが、当番組では放送上、“女性目線のエロ詩吟”であることを強調。園田と木村によるエロ詩吟対決も放送された（後述）。ちなみに、菅谷梨沙子(Berryz工房)をスタジオゲストに迎えた回の放送では、菅谷の大ファンである岩尾がエロ詩吟を止めに入る一幕があった。

BRIGHTのダメ出しハーモニー（2009年12月2日 - 2010年3月10日、エンディング近くのミニ枠で放送）
- レギュラー陣の中から、毎回1名をターゲットに、収録中の発言やプライベートでの失敗にダメ出しする趣向のコーナー。毎回の収録終了後に、後藤のリードに沿って、ダメ出しの内容をBRIGHTがアカペラで披露した。
- MBSテレビの看板番組『ちちんぷいぷい』のパーソナリティ・角淳一が、番組で制作したCDアルバム「おいしいうた」のPRを兼ねて、当コーナーで特別にリード役を務めたことがある。 BRIGHTの準レギュラー卒業を機に放送終了。

がんばれ!青島（2010年、エンディング近くのミニ枠で放送）
- 2010年夏の一時期に放送されたミニ企画で、青島のみ出演。準レギュラーとして共演する篠田に比べて、（番組内での）存在感が薄れつつあった青島を叱咤激励する目的で、短時間で完結する週替わりの挑戦企画を青島に課していた。

後藤快のロケ企画（2010年2月14日放送の「旅ジャイケル」から不定期で放送）
- 番組開始当初から自ら演じるキャラクター（「鳥類亭トリガラ師匠」「ハモ師匠」「バラン後藤」など）が短命に終わる傾向にあった後藤が、旅番組のリポーターとして有名なベテラン俳優に似たキャラクター（後藤快）に扮しながら、（放送上）1人で小さな旅に出る企画。ただし実際には、後藤が普段の口調とは違う「べらんめえ調」で行く先々で出会った人や物にツッコミを連発したり、訪問地の名所・グルメを目にしながら（放送上）あえて無視したりしていた。
- 企画のモデルは『ぶらり途中下車の旅』（日本テレビ制作、関西地方では未放送）で、同番組のナレーター・滝口順平に声質が似ているウーイェイよしたか（スマイル）がナレーションを担当。「旅ジャイケル」の淡路島ロケで初めて披露してから、ロケ先を変えながら随時実施していた。
- 当番組の最終回スペシャルで「後藤快が行く名古屋ふれあい散歩旅」を放送した際には、ロケVTRの最後で、後藤快のモデルになった俳優が「別番組のロケで同じ場所を訪れた」という設定で後藤快の背後に偶然映り込むという演出が講じられた。

## 主な特別企画
ジャイケルマクソン年末グレイテストヒッツ 今年がんばった人よりがんばろうSP（2005年12月30日放送）
2時間30分の拡大版。主な内容は岩尾と小杉竜一（ブラックマヨネーズ）のダイエット対決、陣内がプロ野球横浜ベイスターズの「ハマの番長」こと三浦大輔投手と対決する1打席勝負など。
氷の微笑（スベり笑い王決定戦）（2006年1月18日・2006年10月18日、25日）
芸やギャグの寒さを競う。審査員長はバッファロー吾郎。
第1回目はトミーズ健、第二回目はシベリア文太が優勝した。
○○国勢調査（○○には対象者のカテゴリーが入る）
吉本興業所属芸人などの生活や収入、趣味などを調査・発表する。第1回はU-35（35歳以下の若手芸人）、第2回はWOMEN（女芸人特集）、第3回は吉本芸人による正月特別企画、第4回は関西で活動する若手女性タレント・モデル、第5回は吉本以外の事務所（松竹芸能など）に所属する芸人も対象に広げた「芸人国勢調査」であった。いずれの放送でも、毎日放送の男性アナウンサー（上泉や河田など）が、進行役（データマン）として登場。調査対象が芸人の場合には、対象者をひな壇席に座らせたうえで、全国での知名度が高い中堅・ベテラン芸人が毎回10名前後パネリストとして登場していた。
ジャイケルフォトデミー賞（2006年4月12日 - 4月19日、2007年11月7日・14日、2010年8月4日、9月29日）
「SIX SENSE」内の企画「フォトデニーロ」において、強烈なインパクトを持つ後藤の中学時代の写真を紹介したことがきっかけで、「強烈な過去の写真を持つ芸人を表彰する企画」として放送。第1回は原西孝幸(FUJIWARA)、第2回は向清太朗（天津）がMVPを受賞。2010年9月29日に総集編「The Best」が放送されたほか、映像を収録したDVDも販売された。
吉本水泳選手権ジャイケルグランプリ（2006年7月5日、12日、26日）
大量の芸人とグラビアアイドルを投入し、陣内をMCとして、中川家率いる紅組とフットボールアワー率いる白組とが、競泳・潜水・相撲・騎馬戦・カナヅチ牽引などの水上競技で戦う。開催地はなみはやドームで、ほしのがビキニ姿を披露する企画もあった。
MVPに西代洋(ミサイルマン)。（中西悠子との競泳対決）
MIP（モースト・インパクト・ピープル）に吉田敬(ブラックマヨネーズ)。（カナズチ牽引）
またこのとき、FUJIWARAの藤本とブラックマヨネーズの小杉によって、後に小杉の持ちネタとなる『伝統芸能ハゲ踊り』が誕生した。
後藤輝基ドッキリ55連発（2006年9月16日）
告知後の2週間、後藤が55種類のドッキリ（寝起きに水、ラジオ本番中に頭上から盥が落ちてくる、煙草に火綿を仕込まれる、トイレに閉じ込められる、中川家の兄弟喧嘩に巻き込まれる、ジダンに頭突きされる、母親の不倫現場を目撃する等）を不定期に仕掛けられる。
2010年11月3日にはレギュラー枠にてアンコール放送が行われた。
祝100回達成記念!100万円争奪!!大阪縦断ジャイケルウルトラクイズ
賞金100万円を賭けて、マクソン5が大阪府内各地を回りながら、さまざまなジャンルのクイズに答える企画。不正解を出せば、その場でクイズから脱落。以降の映像では、着ぐるみ姿で登場させられていた。優勝は陣内智則。
陣内智則芸能生活14周年大感謝祭 （2007年1月24日、31日放送）
芸能生活14周年を迎えた陣内が、お世話になった人たちに感謝の気持ちを直接伝え、クイズ形式やチャレンジ形式で「欲しいモノ」をプレゼントしていくという企画。実家をはじめ、下積み時代のアルバイト先や最初に住んだアパートなどを訪ね、学生時代の彼女やコンビ（リミテッド）時代の相方との再会も果たし、さらに同期のたむらけんじやケンドーコバヤシらの元相方達も登場した。最後にはわざわざ来てくれた元相方への新幹線のグリーン席チケットを獲得するため、リミテッド時代のネタを披露した。
ほしのあき結婚披露宴（2008年3月12日、19日放送）
31歳を迎えて「いつ結婚してもおかしくない」ほしのが披露宴の予行演習を行うという企画。実際のほしのの友人であるグラビアアイドルたちも招いて、ほしのが大ファンだった諸星和己ほか、様々な芸人によるショーが披露された。全ての進行はジャイケルメンバープロデュースによるサプライズで、開始早々、友人からの真に迫った祝辞にほしのと初対面の新郎役までがもらい泣きし、メンバーを困惑させたが、最終的には実母からの手紙の朗読でメンバーたちまでもらい泣きする事態となった。
この企画中は、番組中常時表示される「ジャイケルマクソン」のロゴが「ジャイケルフィクション」となっていた。なお、ほしのは私生活でも、当番組が終了してから約1年後（2011年12月）に三浦皇成との結婚披露宴を挙げている。
中川家生誕36&37周年記念“地元凱旋”ありがとうツアー （2008年2月13日、20日放送）
中川家の生誕を祝っての、地元守口市へ凱旋ツアー。生い立ちを辿り、懐かしい人たちと再会して感謝の言葉を伝えていくという企画。昔住んでいたアパートや母校を訪ね、二人の親友や剛の学生時代の彼女、鉄板ネタとなっている「オカマのおじさん」本人も登場した。最後は村越周司や元G★MENSの二人、ハリガネロックらも参加しての同期会となり、それぞれ最初のネタを披露した。
フットボールアワー後藤 知名度調査（2008年8月6日放送）
過去の企画「知名度調査の旅」において連続最下位を記録していた後藤の知名度を、フランスパンや分度器などと比較して、東京の老若男女100人を対象に改めて調査。その結果、バラン（弁当の仕切りなどに使われる緑色のギザギザ）より少し高い程度であったため、後藤は知名度を上げるためとして番組内限定で『バラン後藤』と改名させられ、隣に実母を配置しての船場吉兆社長親子を模した記者会見も行った。この放送以降の一時期には、『今週のバラン後藤』というミニコントコーナーをエンディングで放送。バランのかぶりものを頭に着けた後藤が、身の回りのささいな物事や言葉に対して、「バランバランやないか!」とツッコむ趣向のコントであった。
ジャイケルRADIO（2008年8月27日放送）
初代プロデューサーである新堂が、毎日放送のラジオ制作へ異動することが決まったため、最初のキューは自分たちに出してもらおうということで、メンバーが実際のラジオスタジオから、ラジオ番組風にコーナーを設けて進行する。主な内容は、番組に寄せられたハガキの質問に答える『ジャイケルメンバーのこと教えてほし〜の』、MBSヤングタウンの「あったらコワイ」など『新堂Pが好きだったラジオのコーナーのコーナー』、ほしのに普通の言葉を色っぽく言ってもらう『あきちゃんラジオDEイってのコーナー』など。新堂がプロデューサーを務めた『明石家電視台』レギュラーの間寛平や村上ショージがゲスト出演し、新堂自身もミュージック・ビデオパロディや視聴者を装ったハガキなどあらゆるところに参加した。最後に恒例のギャラPK対決を行い、負けた陣内・中川家・岩尾は今回分のギャラがラジオギャラ（メンバー曰くテレビギャラの半分以下）となった。
岩尾大陸
ほしのあきドライブ企画にて、ほしのが料理をしている間に、三重県にて開催されている『はまぐり飛ばし大会』を体験したところ、岩尾が大会2位に相当する記録をたたき出してしまったことから、優勝を確信したメンバーが岩尾を大会に出場させる事が決定した、密着VTR。
わざわざ、岩尾大陸という情熱大陸のパロディまで用意して、大会が行われ三重県四日市市に一人出向いた岩尾だったが、なんと結果は予選落ちという悲惨な結果に。なんの盛り上がりも見せない結果に、メンバーからブーイングが上がったが、当の岩尾は「来年こそは優勝します!」と意気込んでいた。
どうする！どうなる？問題山積みジャイケル（2009年9月30日放送）
放送5年目に入った当番組に山積する問題を掘り起こしながら、メンバーに解決の是非を問う企画。「構成作家の平均年齢が40代」「18人のスタッフ（うちAD4人）で番組を制作」「番組開始からの4年間に20人ものADが現場を離れた」といった制作サイドの事情も詳しく紹介した。また、当時の新人AD・橋本薫が、アマチュアバンド“バロッカス”のボーカル“カルロス橋本”としてメジャーデビューを目指した過去を告白。エンディングでは、楽器演奏の心得があるADを集めて、バロッカスの楽曲「今やらないと」をテレビ番組で初めて披露した。
エロ詩吟頂上対決（2009年10月28日放送）
前述の「問題山積みジャイケル」で、「エロ詩吟は今後どうしたらいいのか？」というテーマを扱った際に、木村卓寛（天津）が電話で出演したことから実現した企画。「負けたら今後の芸能活動でエロ詩吟を封印する」との条件で、園田と木村がエロ詩吟の3本勝負に臨んだ。詩吟の師範である木村の実父、収録直前まで「ジャイケル109祭り」にゲストで出演していたジャリズム、"園田の元彼"という男性による審査の結果、園田が1勝2分けで勝利。エロ詩吟では"本家"のはずの木村は、（放送上）「園田こそエロ詩吟の元祖」と言い張る陣内たちの温情で封印こそ免れたものの、「二番煎じですけど〜パクらせてもらっていいですか〜」と詩吟で園田に許しを請う羽目になった。ちなみに、エンディングでは、木村と園田のコラボレーションによる"男と女の即興エロ詩吟"が放送されている。
34時間半密着 後藤のつっこみマラソン（2009年12月16日放送）
後藤メイン企画。34時間半、番組の用意したボケにつっこみ続ける企画。仕掛け人として、後藤の両親、谷桃子、土肥ポン太、コマンダンテ・銀シャリ橋本らbase芸人、笑い飯、中川家、バロッカス（前述参考）のメンバーのAD橋本・AD日下部、プロデューサー渥美が登場した。つっこみ総数は523に及んだ。
ジャイケルドッキリプロデュース（2008年5月4日・9月10日、2010年4月21日放送）
中川家とフットボールアワーが仕掛け人になって若手芸人に対してドッキリを仕掛ける企画。2010年4月21日放送では後藤が仕掛け人になり、岩尾に対してドッキリを決行した。この回には岩尾がファンであるBerryz工房も出演した。
企業さんこんな事で悩んでたんですか?ジャイケル（2010年10月20日・12月1日放送）
篠田・青島が出演する際にスタジオで収録。陣内による進行の下で、さまざまな企業が抱える意外な悩みに対して、中川家剛・フットボールアワー・青島・ゲストが"アドバイザー"として解決策を提案した。篠田が秘書役、芸人になる前は優秀な営業マンだった中川家礼二が"上司"役を担当。企業の当事者がスタジオで悩みを打ち明けたり、再現映像で悩みを紹介したりしていた。
著名企業の代表者をスタジオに迎える関係で、出演者は全員スーツ姿。また、毎日放送の番組へ出演する機会の多い関西出身の経済・経営専門家が、スペシャルアドバイザーとして必ず登場した。また、ゲストアドバイザーには、自身で飲食店を経営する芸人を必ず入れていた。過去には、たむらけんじやタンク（シンクタンク）などが出演した。
スタイリング★ジャイケル（2010年11月17日放送）
有名ブランドの展示会へ頻繁に足を運ぶほど、ファッションに一家言を持つ岩尾の希望で実現した企画。「ジャイケルメンバーをスタイリングしたい」というテーマで、中川家礼二・ほしのをモデルに、岩尾・石田明（NON STYLE）・中野裕太がコーディネートのセンスを競い合った。3人による服選びやファッショントークの映像をはさんだ後に、公開収録形式によるファッションショーと観客による投票の模様を放送。ちなみに岩尾は、コーディネート中に「タレントとしての自分とスタイリストの自分の間で悩む」と豪語していたにもかかわらず、いずれの投票でもNo.1に選ばれなかった。

## 初回の内容
毎日放送の人気番組「ちちんぷいぷい」の総合司会を務める角淳一とMBSの女子アナウンサー（八木早希ほか）がゲスト。また、中川家の2人が明石家さんまの楽屋を訪問して、トークを繰り広げた。ちなみにさんまは、このトークにおいて、当番組の放送期間を「もって2年」と予想していた。

## DVD
- ジャイケルマクソン 〜第1回ジャイケルフォトデミー賞〜（2007年7月25日発売）

2006年に放送した「第1回ジャイケルフォトデミー賞」の模様を収録。
- ジャイケルマクソン ジャイケルトーク(109)祭り THE BEST（2008年7月23日発売）

過去に放送されたトーク祭りの中から、メンバーのみのもの（DISC1）とゲストを招いてのもの（DISC2）の2枚組で収録。

## テーマ曲
- オープニング曲：ジャクソン5「I WANT YOU BACK」

過去にはマイケル・ジャクソンの「BLACK OR WHITE」や「BAD」が使用されていた。
- エンディング曲：ジョーン・ジェット＆ザ・ブラックハーツ「I LOVE ROCK'N ROLL」

## スタッフ

### 放送終了時点
- 構成 : かわら長介、八木晴彦、武輪真人、友光哲也、成田周平、伊藤門外
- TD : 竹本友亮（MBS）
- CAM : 勝木俊雄
- LD : 荒木崇（MBS）
- AUD : 田中聖二・中西進二（MBS）
- VE : 藤野毅（MBS）
- EED : 寺下智（MBS）・三木嘉彦・北村真智子
- MA・SE : 山本大輔（戯音工房）
- 美術 : 内田公幸・藤上幸作（MBS）
- タイトル : 宮本由紀子、清水千晶
- タイトルCG : 紀野伸子、村田英樹
- 宣伝 : 渡邊優子（MBS）
- AD : 赤澤友基（MBS）、藤内良宜（ディヴォーション）、橋本薫（ゾフィープロダクツ）、原田祐一郎（Jワークス）、日下部拓哉（ブリッジ）
- AP : 反橋たかみ（ドゥエンタープライズ）
- ディレクター : 中本圭（ブリッジ）、山下聡（BUSY BEE）、松本真樹（MBS企画）、山内健太郎（MBS）、菱田忠（MBS企画）
- プロデューサー : 長富剛（MBS）、増井志保（よしもとクリエイティブ・エージェンシー）
- チーフプロデューサー : 渥美昌泰（MBS）
- 技術協力 : 関西東通、アーチェリープロダクション、Trash、アスカプロダクション、イングス、ウエスト、フォレスト
- 美術協力 : 毎日舞台、高津商会、新光企画、堺かつら、インターナショナルクリエイティブ、デジタルカラー、ステッピンスタジオ、藤貴園芸
- 制作協力 : 放送映画、BUSY BEE、ブリッジ、ドゥエンタープライズ、MBS企画、Jワークス、ユーロック、レジスタx1（2008年2月27日までは「エックスワン」と表記）、Devotion、ゾフィープロダクツ
- 製作著作 : 毎日放送、吉本興業

### 以前
- 演出・プロデューサー : 新堂裕彦（MBS）、田井中皓介（よしもとクリエイティブ・エージェンシー
- プロデューサー : 岸本孝博（MBS）、新田敦生⇒北島直樹⇒北原崇⇒松永容樹⇒薮内美賀（吉本興業）、田井中皓介（よしもとクリエイティブ・エージェンシー）
- ディレクター : 合田忠弘・小野智也・森貴洋・林智也・東郷泰樹（MBS）、佐伯謙悟（インパクト）、宮内宏輔（クラッチ.）、竹山理恵（ユーロック）
- AP : 住永恭子（MBS）、牧里子（よしもとクリエイティブ・エージェンシー）
- AD : 金沢武慶（Jワークス）、狩森康伸（ブリッジ）、加藤良（？）、浜田雄平（ディヴォーション）阿部慎也（ブリッジ） 多田祐介（MBS） 進藤功充（Jワークス） 清水涼平（MBS）
- TD / SW : 竹本友亮（MBS）
- VE : 坂元宏聡（MBS）
- CAM : 白井隆行（MBS）
- LD : 亀井純一郎、星田裕司（MBS）
- AUD : 直田輝彦
- CAM : 山本一義（MBS）、袖垣竜也
- 美術 : 松尾光生（MBS）
- EED (ビデオ編集)  : 寺下智・北村真智子
- CG : 藤村健一、杉本真帆

## 各局の放送時間

### MBSでの放送終了時点のネット局
| 放送対象地域   | 放送局                | 系列                  | 放送日時                                                                             | 備考                             |
| -------------- | --------------------- | --------------------- | ------------------------------------------------------------------------------------ | -------------------------------- |
| 近畿広域圏     | 毎日放送（MBS）       | TBS系列               | 水曜 23:55 - 翌0:55 2010年12月22日放送終了                                           | 制作局                           |
| 北海道         | 北海道放送（HBC）     | TBS系列               | 火曜 0:55 - 1:55（月曜深夜）                                                         | 40日遅れ                         |
| 岩手県         | IBC岩手放送（IBC）    | TBS系列               | 月曜 23:50 - 翌0:50 2011年2月28日放送終了                                            | 19日遅れ                         |
| 福島県         | テレビユー福島（TUF） | TBS系列               | 水曜 0:20 - 1:20（火曜深夜）                                                         | 13日遅れ                         |
| 新潟県         | 新潟放送（BSN）       | TBS系列               | 火曜 0:45 - 1:45（月曜深夜）                                                         | 12日遅れ                         |
| 石川県         | 北陸放送（MRO）       | TBS系列               | 金曜 0:25 - 1:25（木曜深夜）                                                         | 15日遅れ                         |
| 愛媛県         | あいテレビ（ITV）     | TBS系列               | 水曜 23:50 - 翌0:50                                                                  | 28日遅れ 頭角4:3SD放送           |
| 島根県・鳥取県 | 山陰放送（BSS）       | TBS系列               | 木曜 0:55 - 1:55（水曜深夜）                                                         | 35日遅れ                         |
| 岡山県・香川県 | 山陽放送（RSK）       | TBS系列               | 火曜 0:50 - 1:50（月曜深夜） 2010年12月28日（27日深夜）放送終了                      | 12日遅れ                         |
| 広島県         | 中国放送（RCC）       | TBS系列               | 土曜 0:55 - 1:55（金曜深夜）                                                         | 23日遅れ                         |
| 福岡県         | RKB毎日放送（RKB）    | TBS系列               | 水曜 0:50 - 1:50（火曜深夜） 2011年2月9日（8日深夜）放送終了                         | 27日遅れ                         |
| 宮崎県         | 宮崎放送（MRT）       | TBS系列               | 火曜 23:55 - 翌0:55                                                                  | 55日遅れ                         |
| 日本全国       | GAORA                 | 毎日放送系列の CS放送 | 火曜 22:30 - 23:30 ＜リピート放送＞ 翌週火曜 16:30 - 17:30 時間不定でもう1度放送あり | 約3カ月遅れ （初回放送時と比較） |

### 以前のネット局
- 長崎放送
- 中部日本放送（2009年3月31日終了）
- 大分放送（2010年3月で終了、以降も不定期で放送）

### 備考
- 中国放送では、2007年10月に一度単発放送された後、2008年4月にも日曜日に2回不定期放送された。2009年は比較的放送が多く、特に毎日放送金曜未明（木曜深夜）放送アニメの遅れネット（土曜深夜）がスポンサーの関係で打ち切られた10月改編以降は金曜深夜に映画番組を編成しなかった場合の放送となる場合が多かったが、2010年から金曜深夜にネットを開始した。
- 北陸放送では以前ネットしていたが打ち切られ、2008年6月1日に単発放映された後、2008年10月30日より再びネットを始めた。
- 通常ネットしていない、上記以外のTBS系列局でも単発で放映されたケースがあり、新潟放送や山陰放送でもレギュラー放送開始以前に単発放映を行ったことがある。
- 青島が「幸せのティーリリリ」（前述）のロケで宮崎放送を訪れた際に、当番組のネット受けを同局のテレビ編成部へ懇願する一幕があった（2009年8月5日放送分より）。しかし実際には、宮崎放送では当該回は放送されなかったものの、2010年7月6日からネットを開始した。
- GAORAでは編成の都合上休止・放送時間変更の可能性があるため、視聴の際は公式サイトで最新情報を必ず確認の事。
- 山陽放送では2009年6月25日で一旦打ち切られ、2009年9月28日より再びネットを始めた。
- 山陰放送・山陽放送・GAORAは送出システムの関係上、アナログ・デジタルともにモノステレオ放送を実施していた。
- IBC岩手放送では2010年3月29日にネットを開始した。
- MBSでは2010年9月8日から、当番組と同じ放送枠で流れる『痛快!明石家電視台』（月曜日）『よゐこ部』（火曜日）『ロケみつ』（木曜日）とともに、放送開始時間を5分繰り下げ。23:55からの放送に変更するとともに、23:50からの5分間については、別枠扱いで当日の放送内容の紹介に充てるようになった。

## 過去に出演した主なゲスト
五十音順、“ジャイケルファミリー”に属するメンバーやアナウンサーを除く。

☆：「ジャイケル109祭り」にゲスト出演の経験あり

○：「ジャイケル ステキGirl'sコレクション」にゲスト出演の経験あり

●：「ウェルカムマクソン!」にゲスト出演の経験あり

◎：「大阪一受けたくない授業」→「超★個人的授業ジャイケルセミナー」で講師の経験あり

★:「国勢調査」企画でひな壇席から出演経験あり

■: 「ジャイケルシンデレラオーディション」にゲスト出演の経験あり

### ア行
- 明石家さんま（VTR出演）
- アイスクリーム★（解散）
- 青空★
- 秋山優
- 浅井良
- 浅香あき恵●
- 浅香唯●
- アジアン●
- 與真司郎○（AAA）
- あべこうじ★
- 雨上がり決死隊☆
- アメリカザリガニ
- あんいーぶん★（解散）
- アントニオ猪木（「気になるっちゃ気になるジャイケル」にサプライズで出演、マクソン5に闘魂注入ビンタを喰らわせた。）
- アンガールズ◎
- アンジャッシュ
- 飯田圭織●
- ET-KING
- 池田夏希
- 池田由佳○
- 池乃めだか●
- 石井慧☆
- 石田英司
- イジリー岡田
- 磯山さやか◎
- いちのせかつみ（経済ジャーナリスト・ファイナンシャル・プランナー、「企業さんこんな事で悩んでたんですか?ジャイケル」にアドバイザーとして出演）
- 伊藤あい●
- 井岡弘樹●
- 井上公造●
- 井上悟（元陸上男子100m日本記録保持者、「真夏のジャイケル陸上」で陣内と100m走で対決）
- 井上智恵
- 今いくよ・くるよ
- 今別府直之
- 芋洗坂係長
- 内場勝則●
- 宇都宮まき
- ウーマンラッシュアワー
- 上原美優■
- 海原やすよ・ともこ
- 梅田淳
- エハラマサヒロ
- オアシズ☆（光浦靖子のみVTR出演）
- 大網亜矢乃●
- 大木こだま・ひびき
- おぎやはぎ（VTR出演）
- オーケイ★
- 大友さゆり■
- 大西ライオン★
- オール阪神・巨人
- 大脇里村ゼミナール★（解散）
- おかけんた・ゆうた
- 小原乃梨子●
- お祭りBoy★
- オリエンタルラジオ☆
- 女と男

### カ行
- 加護亜依☆
- 桂きん枝●
- 桂小枝●
- 桂ざこば (2代目)●
- 加藤夏希
- 加藤晴彦
- カナリア★
- 金城真央○
- かまいたち★
- かみじょうたけし★
- 神谷明●
- ガリガリガリクソン◎★
- ガレッジセール☆
- 河井山名★（解散）
- 川上じゅん
- 河口こうへい★
- 川嶋あい（「ほしのあきの結婚披露宴」にサプライズで出演、「明日への扉」を熱唱した）
- 川畑泰史●
- 神吉宏充（プロ棋士、昭和プロダクション所属のタレントとして「ジャイケルミニ枠オーディション」に出演）
- 川村エミコ★
- 神奈月●
- 木口亜矢■
- キッチンパーク★
- キャベツ確認中★
- ギャロップ★
- キューティー上木★
- 麒麟○（田村裕のみ☆）
- キングオブコメディ
- 銀シャリ★
- キンデルダイク★（解散）
- 具志堅用高●
- 国崎恵美★
- 黒沢年雄●
- クロスバー直撃★
- 桑原征平（宮根誠司が出演した際にVTRで推定年収を暴露）
- ケチン・ダ・コチン★
- ケンドーコバヤシ
- コージー冨田●
- 小島よしお◎
- 児玉菜々子○
- 後藤秀樹★（「吉本国勢調査」の常連）
- 小林恵美●
- 小宮一慶（「企業さんこんな事で悩んでたんですか?ジャイケル2」にアドバイザーとして出演）
- 小籔千豊◎☆●
- 駒井千佳子●
- コマンダンテ
- コロンブス●
- コンマニセンチ★

### サ行
- サイドエイト★
- 坂田利夫
- 佐久間一行
- さくら
- 桜★
- さとう珠緒
- 里田まい
- 佐野夏芽■
- サバンナ
- ザ・たっち★
- ザブングル★☆
- ザ・プラン9（浅越ゴエとヤナギブソンのみ◎）
- サンドウィッチマン☆
- 三瓶
- 山陽ピッツァ★
- 指圧野郎★
- GAG少年楽団★
- 磁石★
- 品川庄司（品川祐のみ☆）
- G★MENS★（解散）
- 島木譲二
- しましまんず
- 島田秀平☆
- 島田珠代
- シベリア文太
- シャカ★
- ジャリズム★☆
- ジャルジャル◎
- 笑福亭笑瓶●
- 城咲仁☆
- シンクタンク★
- しんのすけとシャン★
- スカイラブハリケーン★
- ストリーク●
- 末高斗夢★
- 末成由美
- スマイル
- スマイレージ
- 菅谷梨沙子
- 角淳一（VTR出演）
- スピードワゴン○
- 仙堂花歩★
- ソラシド★
- それいけ斉藤くん★

### タ行
- タージン●
- ダイアン★
- たいぞう★
- 代走みつくに★
- だいたひかる●
- ダイノジ★
- タカアンドトシ
- 滝ありさ●
- 武田修宏◎
- 竹中直人☆
- 田代さやか■
- ダチョウ倶楽部☆●（「ジャイケル大御所コレクション」では上島竜兵のみ出演）
- 辰巳奈都子■
- 谷桃子
- Wコミック
- ダブルダッチ★
- Wヤング
- ダンカン●
- チェリー☆パイ★（解散）
- 千秋●
- 千鳥●
- 千原せいじ（千原兄弟）◎
- ぢゃいこ★
- チュートリアル
- 長州小力
- チョップリン★
- 月亭八方
- 次原かな■
- ツジカオルコ★
- 土田晃之（VTR出演）
- つばさ・きよし★
- つるの剛士●
- ティーアップ
- TRF（YU-KIとSAMが「ジャイケルミニ枠オーディション」でVTR出演）
- TIM◎
- TKO☆
- 手嶌葵
- デッカチャン★
- 天竺鼠★
- 天津★
- $10★
- テンゲン★
- 東京03
- トータルテンボス☆
- 土肥ポン太★
- 渡嘉敷勝男●
- トミーズ
- 友近◎☆●
- ドラハッパー★（解散）
- 鳥谷敬
- トレンディエンジェル★
- とろサーモン●

### ナ行
- ナイツ◎
- 中尾彬●
- 中澤裕子●
- 中西悠子（女子バタフライ日本代表時代に「ジャイケル水泳大会」で解説を担当）
- 中野裕太（「スタイリング★ジャイケル」で岩尾とファッションセンスを競い合った）
- 長井秀和●
- 長原成樹
- 中村玉緒○
- なかやまきんに君
- 中山功太●
- 中山美保
- 梨元勝●
- 夏川純
- ななめ45°★
- なるみ
- 西川きよし
- 西川史子
- 西靖
- 2700★
- 2丁拳銃
- にのうらご●（解散）
- ネゴシックス★
- NON STYLE★
- のろし★

### ハ行
- ハイヒール（モモコのみ☆）
- 博多華丸・大吉（博多華丸のみ☆、博多大吉のみ◎）
- 間寛平
- バッドボーイズ★
- バッファロー吾郎
- パペットマペット●
- ハム★
- ハリガネロック
- 春田和幸
- 浜田ブリトニー☆
- はるな愛☆
- パワフルコンビーフ★
- パンクブーブー☆
- パンチみつお
- はんにゃ☆
- 東国原英夫（「幸せのティーリリリ」でVTR出演、そのまんま東時代に●）
- 髭男爵
- ビタミンS★
- ぴっかり高木とR藤本★（解散）
- ビッキーズ★（解散後もすっちーのみ出演することがあった）
- 100W★
- 桧山進次郎
- ピーマンズスタンダード★
- ファミリーレストラン★●（旧コンビ名・ジャンクション）
- ヴェートーベン★
- 福永ちな■
- ふじいあきら●
- 藤崎マーケット
- FUJIWARA☆◎
- フユミ（坂本冬美のそっくりさん、「ジャイケルミニ枠オーディション」に出演）
- プラスマイナス★
- 古谷徹●
- プルートボブ★
- ブラックマヨネーズ
- プリンセス金魚★
- ブロンクス★（解散）
- ベッキー（出演CMを礼二がパロディーで演じた縁でスタジオ出演）
- ヘッドライト★
- ペナルティ◎
- へびいちご
- Berryz工房（岩尾がファンである縁でVTR出演、菅谷梨沙子のみサプライズゲストでスタジオにも登場）
- 鳳仙花★
- 細川茂樹☆
- ほっしゃん。☆●
- 穂のか（「ジャイケル大御所コレクション」で石橋貴明の娘としてスタジオ出演）
- ボビー・オロゴン●
- ポラロイドマガジン
- ホリ●
- 堀あかり★
- ほんこん（VTR出演）
- ぼんちおさむ

### マ行
- マイケル（太田プロ）●
- 松木里菜（「ステキGirls」の1人としてVTR出演、また陣内の推薦でスタジオにもゲストで出演した）
- 松村邦洋●
- 松本亜希■
- 松本伊代●
- 松本さゆき
- ますだおかだ（岡田圭右のみ☆）
- Mahha★（解散）
- 真野恵里菜（岩尾の推薦で、「ステキGirls」の1人としてVTR出演）
- 三浦大輔
- まちゃまちゃ
- Mr.オクレ
- misono☆
- 未知やすえ
- 宮川大輔☆
- 宮根誠司☆
- ミラクルひかる●
- 村上ショージ●
- 村越周司
- メッセンジャー（黒田、あいはら共にピンで☆）
- 元木大介○
- モストデンジャラストリオ★（旧コンビ名･極悪連合）
- 森田まりこ★
- 森はるか○
- モンスターエンジン★

### ヤ行
- 八代英輝◎
- 保田圭●
- 安田大サーカス◎（団長安田のみ「ジャイケル大御所コレクション」にも出演）
- 野性爆弾★
- 山咲トオル●
- 山崎邦正◎
- 山里亮太☆
- 山田花子
- 山田まりや●
- 山本匠馬○
- U字工事☆
- ゆってぃ☆
- 横山ホットブラザーズ
- よゐこ☆（2008年10月には『よゐこ部』とのコラボレーション企画で登場）

### ラ行
- ライセンス★
- ラフ・コントロール★
- ランチランチ★
- ランディーズ
- りあるキッズ★
- リー5世☆
- レイザーラモン（住谷正樹のみ●）
- レギュラー
- ロザン（菅広文のみVTRで、コンビとしては「吉本水泳選手権ジャイケルグランプリ」に出演）

### ワ行
- 若井おさむ★
- 若月★
- 我が家★
- 輪島功一●
- 渡辺徹
- 渡辺美奈代●
- 笑い飯☆●

## その他
- 当番組では、レギュラー出演者をはじめ、芸人の家族が顔を出すことが多い。特に、陣内と後藤の両親は、ドッキリ企画やスタジオトークなどにたびたび出演している。
  - 木村卓寛（天津）の実父は、2009年1月7日放送の「ジャイケルキャラツアー」にも登場。その際には、木村の妻（放送上は顔を出さず）と一緒に木村のエロ詩吟（同企画の罰ゲーム）を聞かされたあげく、自分もオリジナルのエロ詩吟を披露する羽目になった。
- 中川家礼二は、2009年4月8日放送の「ジャイケル結婚のススメ」をきっかけに、現在の妻との結婚（礼二にとっては再婚）を決意。結婚後の2010年9月1日には、当番組の放送枠を2時間に拡大したうえで、レギュラー陣や後輩芸人などを招いた結婚披露宴の模様を「中川家礼二結婚披露宴スペシャル」として放送した。[12]
  - 礼二の妻は、「ジャイケル結婚のススメ」に顔を出さずに出演。番組内では、彼女の本職にちなんで、「ピアノの先生・愛ちゃん」と呼んでいた。第1子（女児）出産後の2009年12月2日の放送では、女児とともに初めて顔を出して出演。[13]礼二のかねてからの希望により、安斎勝洋（開運アドバイザー）・ジャイケルメンバー・ほしのが知恵を出し合いながら、女児の名前を付けている。なお、上記の披露宴を放送した翌週（2010年9月8日）には、通常の1時間枠で「中川家礼二結婚披露宴〜ハミ出しちゃいましたスペシャル!」も放送した。
- 東国原英夫は、宮崎県知事選挙に出馬する前の2005年に、そのまんま東として「ウェルカムマクソン!」に出演。その縁もあって、青島が「幸せのティーリリリ!」のロケで宮崎県庁を訪れた際には、当番組が宮崎放送で流れていないにもかかわらず出演を快諾した（2009年8月12日放送分より）。ただし、青島が踊った“ティーリリリ”のうち、手ぬぐいを股の下で前後させる動きについては「青島の生まれ育った地域でアレンジされたもの」と話している。
- 当番組の収録スタジオに隣接したユニバーサル・スタジオ・ジャパンでは、2010年1月14日 - 3月14日に開催の期間限定イベント「ユニバーサル・バレンタイン」で、当番組プロデュースの企画「ユニバーサル de 恋活検定」を実施していた。また、期間中の1月29日には、準レギュラーの篠田・青島も参加しての公開収録を敢行。マクソン5とゲスト芸人（庄司智春と髭男爵）を恋人のいる「ラバーズ」と恋人のいない「ノーラバーズ」に分けたうえで、「ラバーズ」に当たる芸人が恋愛にまつわる幸せなエピソードを披露した。[14]